# Université de Saint John (New York)
Pour les articles homonymes, voir Université de Saint John.
L’université de Saint John (en anglais : Saint John's University) est une université catholique privée de New York. Son campus principal est situé dans le quartier de Jamaica dans l'arrondissement du Queens. Un de ses campus secondaires se trouve dans Financial District (Manhattan) La réputation de l'établissement se base sur ses cursus en arts libéraux, commerce, pharmacie, assurance et droit. L'université compte quelque 140 000 anciens diplômés, dont la plupart résident dans le Grand New York. En 2006, l'université comptait un total de 20 346 étudiants, faisant de l’université de Saint John l'une des plus grandes universités catholiques des États-Unis.
Les équipes sportives universitaires portent le nom de Red Storm de Saint John.